# Żleb Puškaša

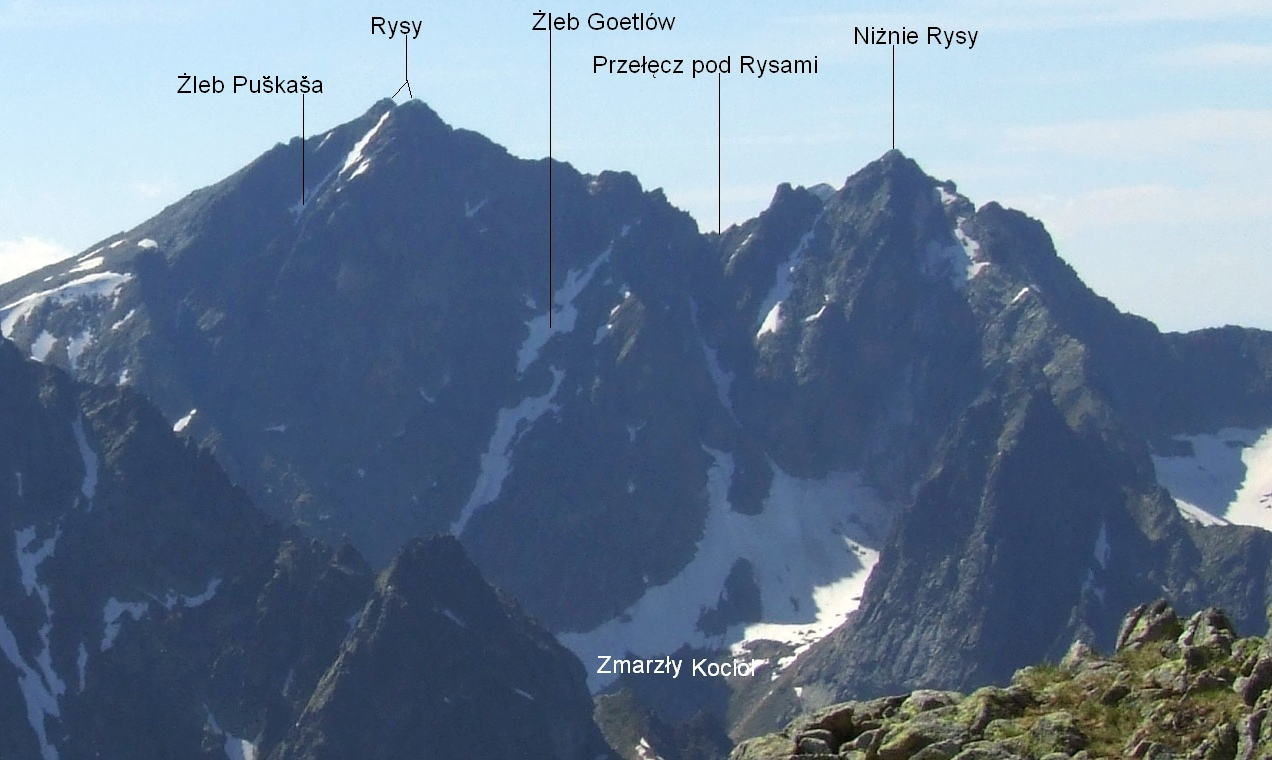
Widok z Małej Wysokiej

Żleb Puškaša (niem. Puškáš-Schlucht, słow. Puškašov žľab, węg. Puškáš-folyosó, ok. 2080 m) – duży żleb na wschodniej ścianie Rysów w Tatrach Słowackich. Ściana ta ma wysokość około 450 m. Dwa wielkie żleby – Żleb Puškaša i Żleb Goetlów dzielą ją na 3 części. Żleb Puškaša jest lewym (patrząc od dołu) z tych żlebów i oddziela lewą i środkową część ściany Rysów.
Żleb Puškaša opada z Przehyby nad Wagą głęboko wcinając się między filar Kopy nad Wagą i lewy filar środkowej części wschodniej ściany Rysów. Ściana filara na długich odcinkach od strony żlebu jest pionowa, a na całej długości nieprzystępna i krucha. Na prawo żleb tworzy dwa odgałęzienia. Powyżej drugiego progu jest to Rynna Kulhavego dochodząca do przełączki między głównym, a południowo-wschodnim wierzchołkiem Rysów. Drugie odgałęzienie powstaje powyżej ostatniego progu. Jest to system trawiasto-skalistych, łatwych zachodów, które poprzez siodełko między głównym, a południowo-wschodnim wierzchołkiem dochodzą aż na główny wierzchołek. Główne koryto żlebu jest wąskie, kruche i zazwyczaj mokre. Najwyższy odcinek żlebu ma postać szerokiego, piarżystego leja. Niżej żleb staje się węższy i tworzy kilka progów. Pierwszy od góry jest najwyższym z nich – ma wysokość około 40 m.
Autorem nazwy żlebu jest Władysław Cywiński. Żlebem Puškaša prowadzi droga wspinaczkowa. Latem są na niej nieznaczne tylko trudności, zimą staje się lodowo-śnieżna, a maksymalne nachylenie stoku dochodzi do 70°. Czas przejścia 3-5 godz. Pierwsze przejście: Jacek Hanasiewicz, Andrzej Mróz i Maciej Poko 17 kwietnia 1963 r. W żlebie napotkali trzy lodowe progi, z których najwyższy (ostatni w kierunku od dołu w górę) miał wysokość 35 m. Wcześniej jednak niż taternicy w żlebie byli ratownicy słowackiej Horskiej Służby. W sierpniu 1947 r. na pierwszą od góry platformę opuścili Arno Puškaša, a w lipcu 1961 r. zjechali całym żlebem. W obydwu wyprawach ratowniczych znieśli tylko ciała taterników.